# Il Jesto senso
Il Jesto senso è il terzo album in studio del rapper italiano Jesto, pubblicato nel 2010 dalla ALTOent.

## Descrizione
Come avvenuto già per Estremo, in quest'album sono assenti collaborazioni al microfono. Le strumentali sono state prodotte principalmente da 3D e Mixer-T. Sono stati realizzati in totale cinque video ufficiali estratti dall'album che insieme compongono un concept molto oscuro, collegandosi di conseguenza al mood stesso del disco.

## Tracce
1. Carillon – 3:39
2. Ballata della dannazione – 3:14
3. Tragedia greca – 3:59
4. Facciadacazzo – 2:53
5. Paranoia Park – 3:59
6. Waltzer dei pazzi – 3:23
7. Effetto farfalla – 4:22
8. K.O. – 3:58
9. Vado a ballare – 4:06
10. Il giorno che – 4:24
11. Tutankamen – 3:44
12. Giù in città – 3:54
13. Tempo da lupi – 3:41
14. Rap Game – 3:41
15. Il cattivo esempio – 3:07
16. L'unico consiglio – 3:56